# Штоффер, Яков Зиновьевич
Яков Зиновьевич Штоффер (4 февраля 1906, Минская губерния — 1951, Москва) — российский театральный художник.

## Биография
Родился близ Минска.
В 1928 году окончил Художественный институт в Киеве. Один из основателей театрально-декорационного искусства в Киргизии.
Один из создателей первого национального киргизского балета «Анар».

## Награды и звания
- Орден Трудового Красного Знамени (7 июня 1939) — за выдающиеся заслуги в деле развития киргизского театрального искусства
- Заслуженный деятель искусств Киргизской ССР

## Сценография

### Московский реалистический театр
- «Железный поток» Серафимовича (1934)

### Московский театр Сатиры
- Вечера классических водевилей
- «Господин де Пурсоньяк» Мольера (1935)

### Ленинградский Малый оперный театр
- «Поднятая целина» Дзержинского (1937)[3]

### Киргизский музыкально-драматический театр
- «Алтын кыз» Власова и В. Фере (1939)

#### Оперы
- «Айчурек» Власова, А. Малдыбаева, В. Фере (1939)
- «Токтогул» Власова и В. Фере (1940)
- «Патриоты» Власова, А. Малдыбаева, В. Фере (1941)
- «Евгений Онегин» П. Чайковского (1942)
- «Кокуль» М. Раухвергера (1942)
- «Чолпон» М. Раухвергера (1944)

### Театр им. Вахтангова
- «Приезжайте в Звонковое» Корнейчука (1947)

### Ленинградский театр оперы и балета им. Кирова
- «Красный мак» Р. Глиэра (1949)

### Московский драматический театр имени А. С. Пушкина
- «Аленький цветочек» С. Аксакова (1950)